# Railway Hollow Cemetery
Railway Hollow Cemetery is een Britse militaire begraafplaats met gesneuvelden uit de Eerste Wereldoorlog, gelegen in de Franse gemeente Hébuterne (Pas-de-Calais). De begraafplaats werd ontworpen door Wilfred Von Berg en heeft een vierkantig grondplan met een oppervlakte van 366 m². Ze ligt in het veld op 2,5 km ten zuidoosten van het centrum (Église Saint-Vaast), vlak bij de grens met de naburige gemeente Puisieux. Het terrein wordt omgeven door een natuurstenen muur en behoort bij het Sheffield Memorial Park. Een metalen hek tussen witte stenen zuiltjes vormt de toegang en het Cross of Sacrifice staat er direct achter. De graven liggen dicht bij elkaar in vier evenwijdige rijen. De begraafplaats wordt onderhouden door de Commonwealth War Graves Commission.
Er liggen 107 Britten begraven waaronder 44 niet geïdentificeerde. Er liggen ook twee Franse gesneuvelden.
Recht tegenover het Sheffield Memorial Park ligt de Queens Cemetery (Puisieux) en in de nabije omgeving liggen onder meer nog Luke Copse British Cemetery en Serre Road Cemetery No.3.

## Geschiedenis
Hébuterne bleef vanaf maart 1915 tot aan de wapenstilstand in handen van de geallieerden. Tijdens het Duitse lenteoffensief in maart 1918 kwam de frontlinie praktisch tot aan de begraafplaats waar ze in de Britse ondersteunende lijn van juli 1916 lag. Toen de slagvelden in dit gebied in 1917 door het V Corps werden ontruimd legde men verschillende kleine begraafplaatsen aan waaronder Railway Hollow Cemetery dat toen ook gekend was als V Corps Cemetery No.3. De meerderheid van de slachtoffers vielen op 1 juli 1916 (eerste dag van de Slag aan de Somme) en 13 november 1916.

## Onderscheiden militair
- M.C.P. Headeach, sergeant bij het York and Lancaster Regiment werd onderscheiden met de Military Medal (MM).